# Сёрен Халль Мёллер
Сёрен Халль Мёллер (дат. Søren Hald Møller, род. 25 января 1960 года, Копенгаген) — государственный служащий Дании.

## Карьера
- 1985—1986 — преподаватель в средней школе в городах Фредериксхавн и Орс.
- 1986—1987 — руководитель Общественного совета по закупкам.
- 1987—1992 — начальник отдела и руководитель экономики Директории Гренландии.
- с 1 апреля 2005 — по 31 января 2011 года — 5-й Верховный комиссар Гренландии.